# Clinocardium nuttallii
Clinocardium nuttallii is een tweekleppigensoort uit de familie van de Cardiidae. De wetenschappelijke naam van de soort is voor het eerst geldig gepubliceerd in 1837 door Conrad.